# Serixia auratoides
Serixia auratoides är en skalbaggsart som beskrevs av Stefan von Breuning 1958. Serixia auratoides ingår i släktet Serixia och familjen långhorningar. Inga underarter finns listade i Catalogue of Life.